# Abandon
Abandon —en español: Abandonar— es el decimosexto álbum de estudio de la banda británica de Heavy Metal Deep Purple, y último con Jon Lord, publicado el 2 de junio de 1998. 
El título es un juego de palabras inventado por Ian Gillan (A band on). La canción "Don't Make me Happy" fue masterizada en formato monoaural debido a un error, pero no fue arreglada antes de la publicación del trabajo. Se rumorea que la letra de la canción "Fingers to the Bone" puede hacer referencia al antiguo guitarrista de la banda: Ritchie Blackmore.
Presenta una canción regrabada del disco Deep Purple in Rock, "Bloodsucker", que aquí aparece como "Bludsucker".

## Lista de canciones
Todas las canciones escritas por Gillan, Morse, Paice, Lord y Glover excepto donde se indique:
1. "Any Fule Kno That" – 4:27
2. "Almost Human" – 4:23
3. "Don't Make Me Happy" – 4:55
4. "Seventh Heaven" – 5:22
5. "Watching the Sky" – 5:22
6. "Fingers to the Bone" – 4:45
7. "Jack Ruby" – 3:47
8. "She Was" – 4:16
9. "Whatsername" – 4:26
10. "'69" – 4:57
11. "Evil Louie" – 4:53
12. "Bludsucker" – 4:27 (Gillan, Ritchie Blackmore, Glover, Lord, Paice)

## Personal
- Ian Gillan - voz, armónica
- Steve Morse - guitarra
- Roger Glover - bajo
- Jon Lord - órgano, teclados
- Ian Paice - batería, percusión

- Datos: Q479275